# دون جورمان
دون جورمان (بالإنجليزية: Don Gorman)‏ هو سياسي أمريكي، ولد في 1930.